# Montpelier Hill
«  Château de Carthy » redirige ici. Pour les autres significations, voir Carthy.
Vous lisez un « bon article » labellisé en 2011.
Montpelier Hill (en irlandais : Cnoc Montpelier) est une colline de 383 mètres d'altitude située dans le comté de Dublin en Irlande. Elle est surnommée Hell Fire Club (en irlandais : Club Thine Ifrinn, « le club du feu de l'enfer »), du nom du bâtiment situé à son sommet. Cet ancien pavillon de chasse, désormais en ruine, a été construit vers 1725 par William Conolly.
La colline est associée à de nombreux événements paranormaux depuis que des membres d'un club secret, actif entre 1735 et 1741, ont commencé à utiliser le lieu pour se réunir. Le folklore local comporte plusieurs histoires lugubres concernant des agissements étranges, de la débauche ainsi que des pratiques occultes et des manifestations démoniaques autour de ce club, si bien que le bâtiment a pris le nom de « Hell Fire Club ».
Autour de la colline se trouvent différents lieux et résidences, dont les restes du domaine Killakee, une grande demeure de style victorien avec un grand jardin à la française, la maison des Stewards, ou encore le château de Carthy.
Au XXIe siècle, Montpelier Hill et la plupart du terrain environnant, y compris le domaine Killakee, sont ouverts au public et appartiennent à la compagnie forestière Coillte, propriété de l'État irlandais.

## Toponymie
Le nom original en irlandais de la colline a été oublié, bien que l'historien et archéologue Patrick Healy pense que ce lieu est celui nommé « Suide Uí Ceallaig » ou « Suidi Celi » dans le Crede Mihi, le livre de registre du diocèse des archevêques de Dublin.
Lors de la construction du pavillon de chasse, la colline prend le nom de Montpelier Hill. Le surnom « Hell Fire Club » provient du club qui utilisait le bâtiment pour ses réunions à partir de 1735. Une exploitation forestière située sur les pentes de la colline reprend ce nom folklorique, et s'appelle « Hell Fire Wood ».

## Géographie

### Situation et topographie
Cette colline, culminant à 383 mètres d'altitude dans les montagnes de Wicklow et située à une dizaine de kilomètres au sud-ouest de Dublin, est le relief le plus proche de la capitale irlandaise parmi les massifs qui forment la chaîne en bordure de la vallée de Glenasmole.

### Climat
Le climat de la région de Dublin est océanique, avec des hivers doux et des étés frais, et près de 700 mm de précipitations par an. Située sur la partie orientale de l'Irlande, la colline est protégée des habituels vents forts de l'Atlantique.

### Faune et flore
La faune est assez diverse : dans les forêts de Montpelier Hill, les écureuils gris et roux côtoient diverses espèces de mésanges, pinsons et bouvreuils. On compte aussi des pipistrelles communes, des hermines irlandaises ainsi que les autres espèces habituellement trouvées dans les forêts européennes. Sur les pentes de la colline, l'exploitation forestière recense principalement des épicéas de Sitka, des mélèzes et des hêtres.

## Histoire

### Hell Fire Club
Le bâtiment appelé « Hell Fire Club » est un pavillon de chasse construit vers 1725 par William Conolly, porte-parole de la Chambre des communes irlandaise. Conolly lui a donné le nom de Mount Pelier mais, au fil du temps, il est appelé « The Haunted House » (« la Maison Hantée »), « The Shooting Lodge » (« le Pavillon de Tir »), « The Kennel » (« le Chenil »), ou encore « Conolly's Folly » (« la Folie de Conolly »), ainsi que, enfin, Hell Fire Club.

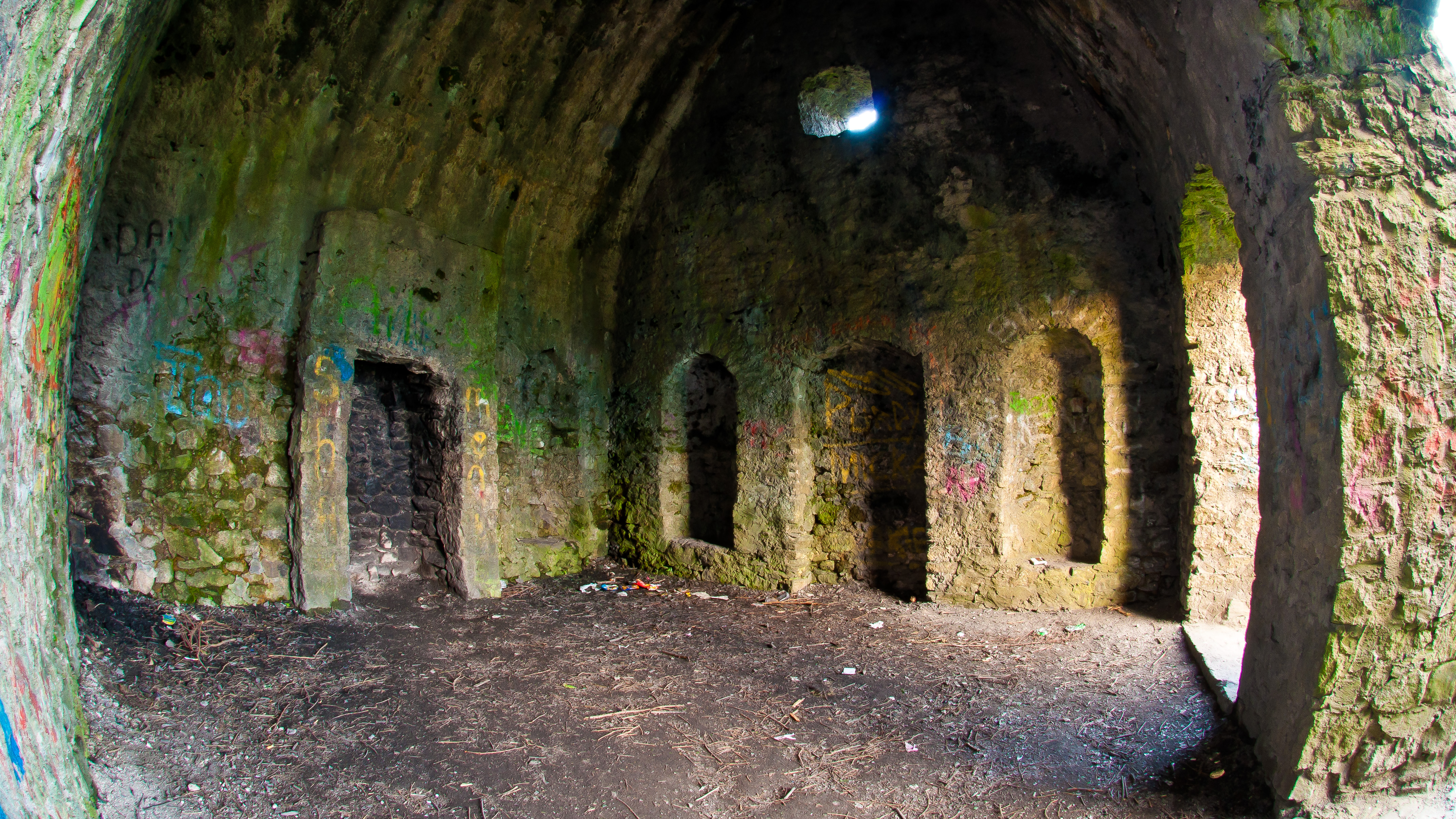
Une des salles de réception au premier étage, en objectif fisheye.

Si le bâtiment présente aujourd'hui une apparence brute, son architecture suit le courant du néo-palladianisme anglais. L'identité de l'architecte est toutefois inconnue ; l'écrivain Michael Fewer pense qu'il s'agirait de Edward Lovett Pearce, qui travaillait déjà pour Conolly, à Castletown, en 1724. L'entrée, située au premier étage, ouvre sur un hall et deux salles de réception. Un deuxième étage sur parquet, côté est, abrite les chambres. Au rez-de-chaussée se trouvent les cuisines et les quartiers des serviteurs. De chaque côté du bâtiment se trouvent deux maisons à toit en appentis qui servaient d'étables. Du côté est, un marche-pied en pierre, dont on se servait pour monter à cheval, est encore visible. À l'avant, une cour aménagée en demi-cercle était délimitée par un muret en pierre et une porte. La maison fait face au nord, à Dublin et aux plaines des comtés de Meath et de Kildare ; on peut apercevoir l'ancienne demeure de Conolly, Castletown House, à Celbridge. Le terrain fermé de 100 hectares renfermait de nombreux cerfs.
Lors de la construction, les pierres du cimetière préhistorique situé au sommet ont été utilisées, notamment un mégalithe qui a servi comme linteau de la cheminée. Peu après la fin de la construction, une tempête a arraché le toit en ardoise, ce que les habitants de la région ont attribué à une punition du Diable pour avoir profané l'ancien cairn. Conolly a fait remplacer le toit par une arche en pierre, à la façon d'un pont, qui est restée intacte jusqu'à présent, malgré l'abandon de la bâtisse pendant plus de deux siècles,.

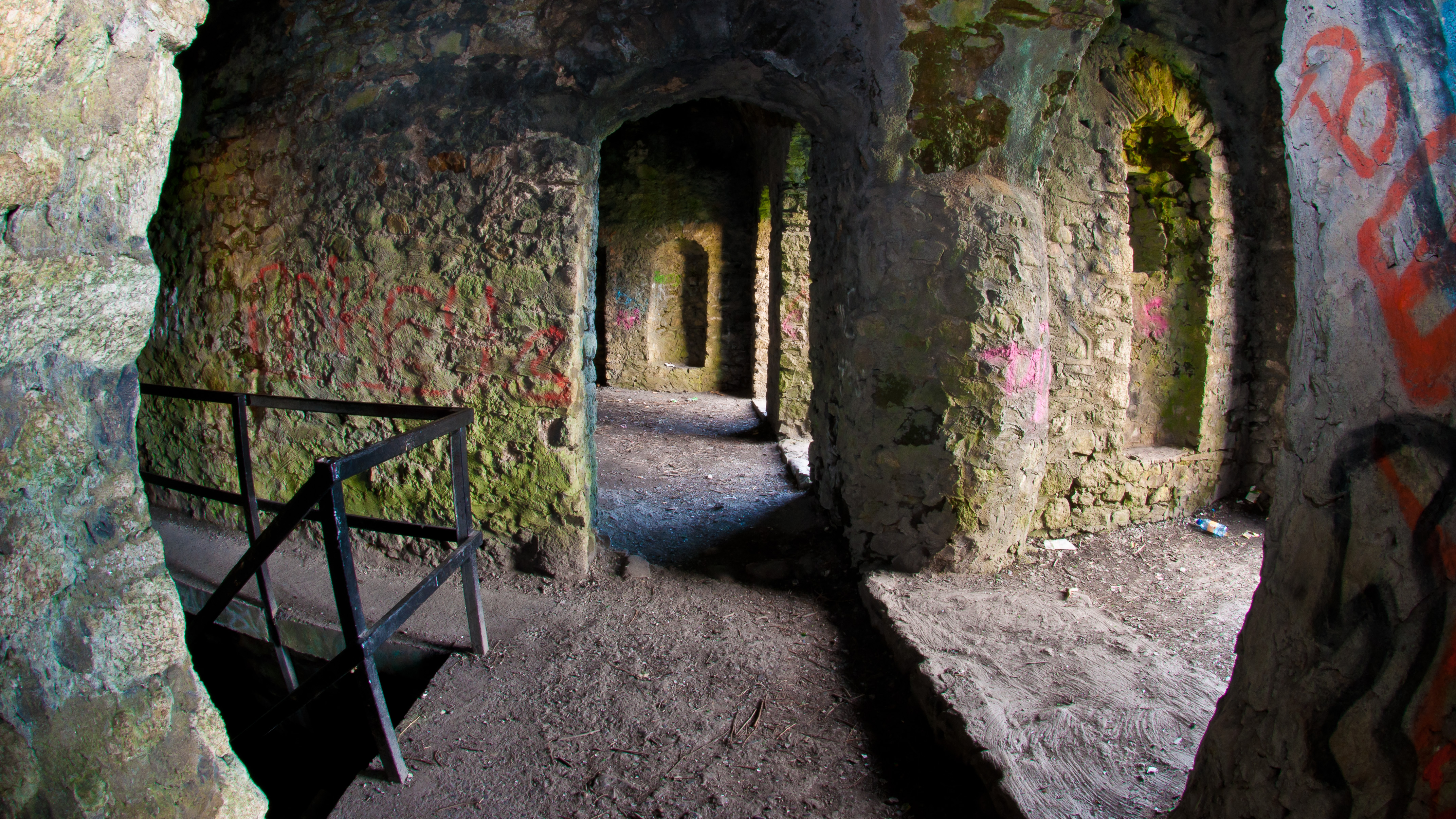
Hall d'entrée et escaliers du premier étage, en objectif fisheye.

Il y a peu de traces d'utilisation du pavillon après la mort de Conolly en 1729. Ce n'est qu'en juillet 1751 qu'est faite une annonce officielle à Mount Pelier : le décès du fils de l'archevêque de Dublin Charles Cobbe. Entre ces deux dates, le bâtiment est utilisé par le Hell Fire Club. Fondé en 1735 par Richard Parsons, premier Earl de Rosse, et le colonel Jack St Leger, ce club est présidé par Richard Chappell Whaley, un descendant d'Oliver Cromwell connu sous le nom de « Burn-Chapel » (« Brûle-chapelle ») à cause de son penchant à brûler des églises catholiques. L'identité des autres membres est connue par l'intermédiaire d'une peinture de James Worsdale intitulée The Hell Fire Club, appartenant désormais à la National Gallery of Ireland, qui montre cinq membres du club autour d'une table. Les cinq hommes sont : Harry Barry, baron de Santry (coupable de meurtre en 1739), l'Earl de Carhampton Simon Luttrell (député) et les trois colonels Henry Bessborough, Richard St George et Clements. La plupart de leurs réunions ont lieu dans le centre de Dublin, et ils sont réputés pour y boire du scaltheen, un mélange de whisky et de beurre chaud, et pour laisser une chaise vide pour le Diable à chacun de leurs rassemblements. La mascotte du club est un chat noir.

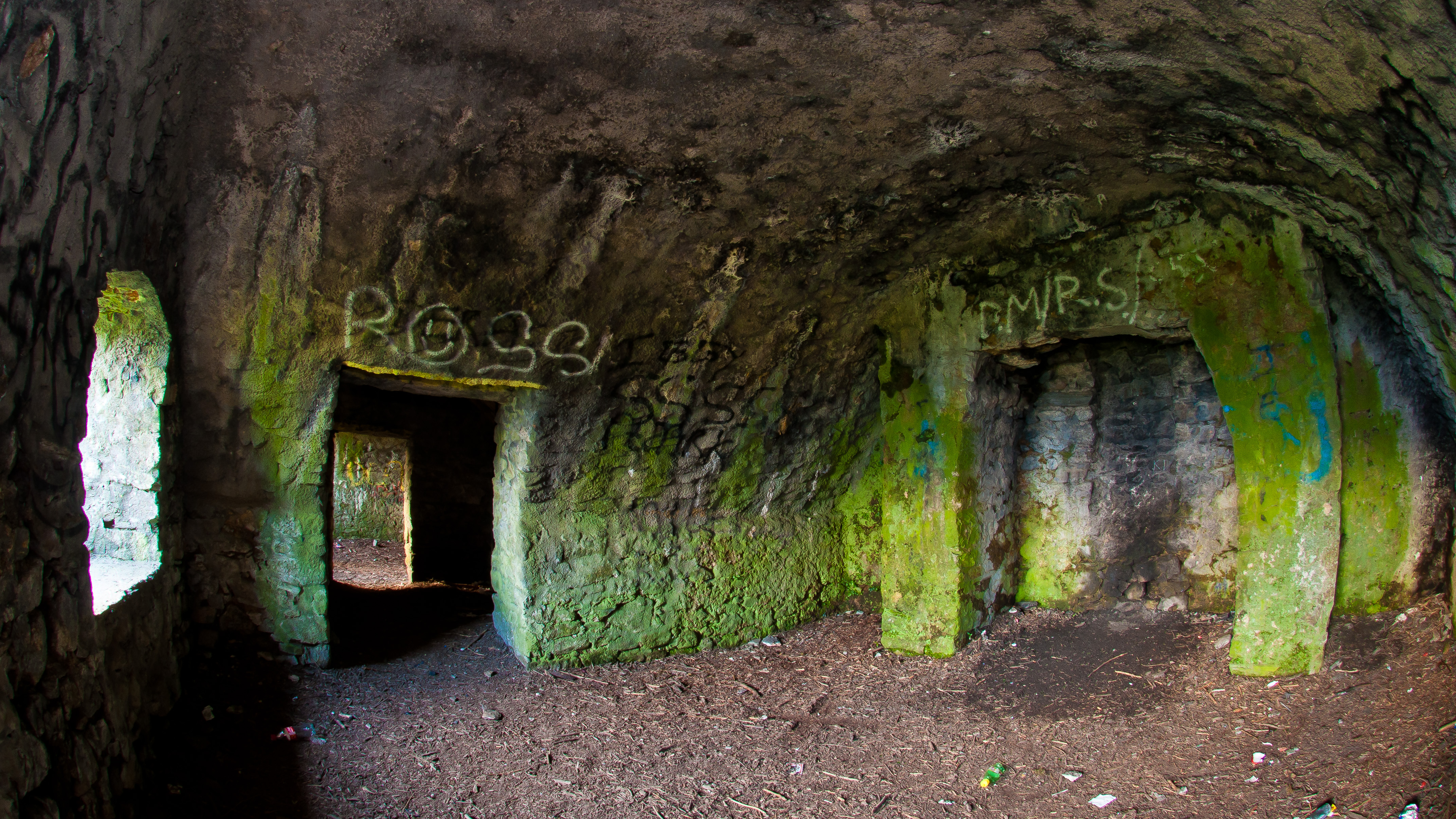
La cuisine au rez-de-chaussée, en objectif fisheye.

Les activités du Hell Fire Club à Montpelier Hill n'ont jamais été claires, ce que Michael Fewer explique par l'isolement du lieu. Cependant, de nombreuses histoires (assez douteuses) entourant le pavillon sont entrées dans le folklore local, dont certaines ont atteint une renommée plus étendue en étant publiées dans des livres du XIXe siècle, comme Book of Days de Robert Chambers (1864) ou le journal The Gentleman's Magazine (1731 à 1922). Une des histoires les plus répandues est celle d'un étranger qui est arrivé au club un soir de tempête. Il est invité par les membres à un jeu de cartes. Un des joueurs fait tomber une carte au sol, et, en allant la ramasser, il voit que l'étranger possède des sabots fendus à la place des pieds. Au même moment, le visiteur disparaît dans une boule de feu,. Une autre histoire raconte qu'un prêtre est venu une nuit à la maison et qu'il a trouvé les membres en train de procéder au sacrifice d'un chat noir. Le prêtre a attrapé le chat et a ensuite pratiqué un exorcisme, parvenant à extraire un démon du cadavre de l'animal. Une des légendes concerne un des membres du club, Simon Luttrell, Lord d'Irnham puis Earl de Carhampton, qui est un temps shérif de Dublin. On dit que Luttrell était le sujet du Diaboliad, un poème de 1777 sur « le pire homme d'Angleterre ». Selon l'histoire, il fait un pacte avec le Diable : en échange du remboursement de ses dettes, il lui donnerait son âme au bout de sept ans. Lorsque le démon est venu chercher son dû, Luttrell est parvenu à le distraire et à s'enfuir. D'autres récits parlent de nombreuses beuveries, de messes noires, de sacrifices animaux et même du sacrifice d'un nain.
Quelque part pendant cette période, le bâtiment subit un incendie. Parmi les différentes histoires qui racontent les circonstances de l'incident, l'une d'elles explique que le club mit feu au pavillon lorsque le fils de William Conolly a refusé d'en renouveler le bail. Un autre récit raconte que les membres ont mis le feu afin de donner une apparence infernale au lieu. On dit aussi que, pendant une messe noire, un domestique a renversé un verre sur le manteau de « Brûle-chapelle » Whaley. Ce dernier a répliqué en versant du brandy sur l'homme avant de l'enflammer. Le bâtiment a alors pris feu et plusieurs membres du club ont été tués. Après l'incendie, le club se déplace en bas de la colline à la maison Killakee Stewards et ses activités cessent.
Le Hell Fire Club reprend vie en 1771 pour une trentaine d'années. Son membre le plus connu est alors Thomas « Buck » Whaley, fils de Richard Chappell Whaley. Le club prend le surnom de « The Holy Fathers » (« les Pères Sacrés »). De nouveau réunis à Montpelier Hill, une histoire raconte qu'ils ont enlevé la fille d'un fermier, avant de l'assassiner et de la manger. Whaley a fini par se repentir, et lorsqu'il meurt en 1800, le club disparaît avec lui.
L'antiquaire Austin Cooper a visité la maison en 1779 et la trouve dans un état détérioré. Joseph Holt, un général de la Société des Irlandais unis raconte dans ses mémoires avoir passé la nuit dans les ruines du mont Pelier pendant la rébellion irlandaise de 1798. Il écrit : « je me suis couché dans la pièce sous les arches de ce remarquable bâtiment. J'étais confiant et sentais la protection du Tout-Puissant si bien que l'envoûtement et les histoires contenus dans ce lieu n'avaient qu'une légère emprise sur mon esprit ». Le domaine est par la suite vendu par les Conelly à Luke White en 1800, avant d'intégrer le patrimoine de la famille Massy. Ces derniers font faillite et le terrain est racheté par l'État. Au XXIe siècle, le bâtiment est entretenu par Coillte, qui s'occupe aussi de l'exploitation forestière des pentes de la colline.

### Monuments préhistoriques

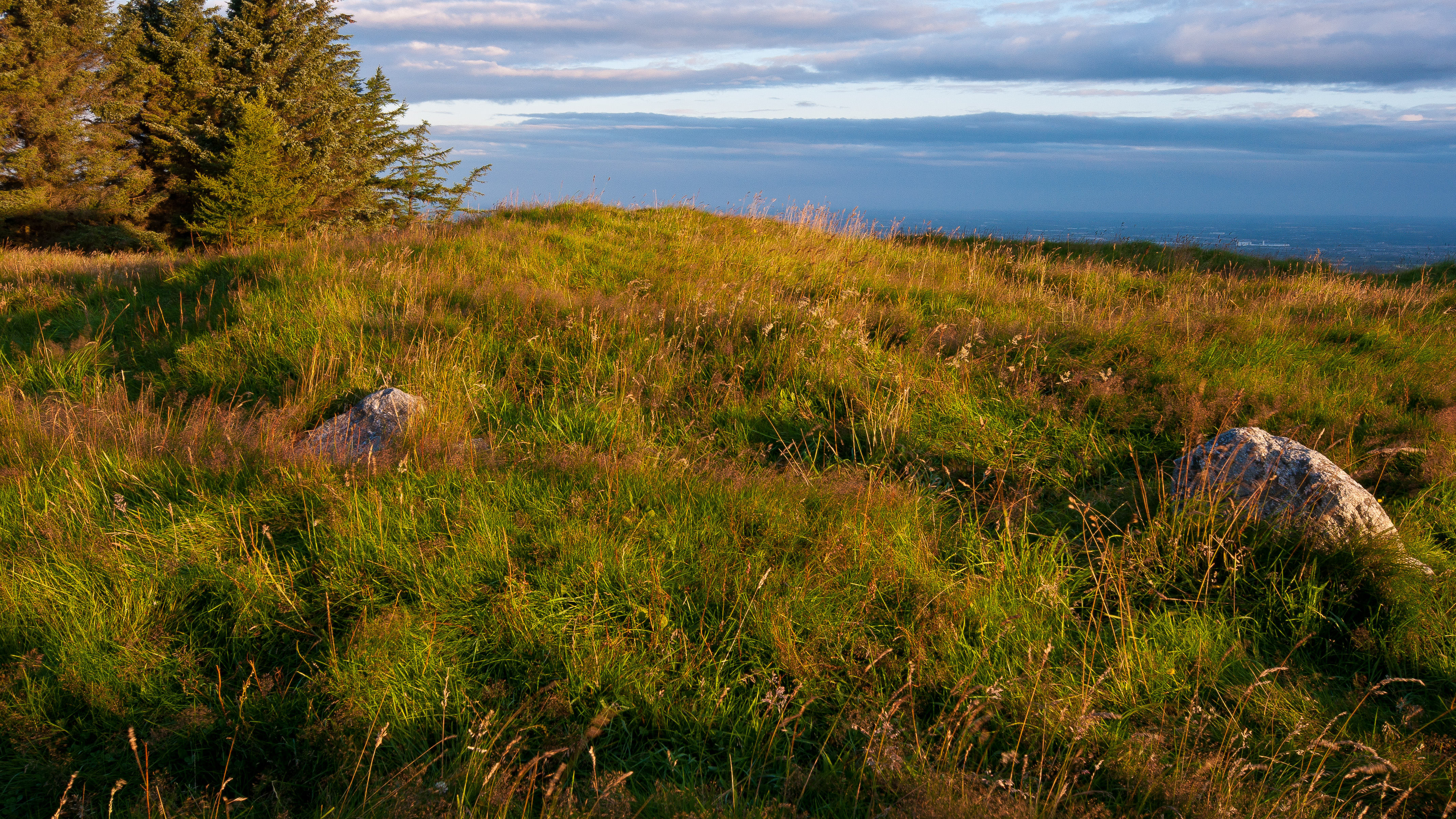
Les restes du cairn sur Montpelier Hill.

Les restes du monument historique qui se tenait à l'origine au sommet peuvent être aperçus à l'arrière du bâtiment du Hell Fire Club. Austin Cooper, en 1779, le décrit comme suit : « derrière la maison demeurent les restes du cairn, dont les limites étaient composées de larges pierres mises bout à bout en une sorte de muret d'environ 18 pouces (46 cm) de haut. À l'intérieur étaient alignées une série de petites pierres, le tout d'un diamètre de 34 verges (31 mètres). À l'exact milieu se trouve une grande pierre de 9 pieds (2,7 m) de long sur 6 (1,8 m) de large, et d'une épaisseur d'environ 3 pieds (90 cm), qui n'était pas disposée parmi les autres grandes pierres, mais plutôt isolée des autres. D'autres grosses pierres sont entassées. » D'après cette description, il semble que la chambre centrale du monument — qui était une tombe à couloir — est restée intacte même après la construction du Mount Pelier. L'historien Peter J. O'Keefe suggère que plusieurs de ces pierres ont été utilisées pour la construction d'une route militaire au début du XIXe siècle. Au XXIe siècle, il ne reste qu'un tertre circulaire de 15 m de diamètre et haut de 2 m de haut, et où l'emplacement de la chambre a laissé un creux. Les quatre larges pierres sur le bord sont tout ce qui reste des pierres de bordure d'origine. Sur un deuxième tertre proche se dresse une balise de l'Ordnance Survey Ireland.

### Maison des Stewards

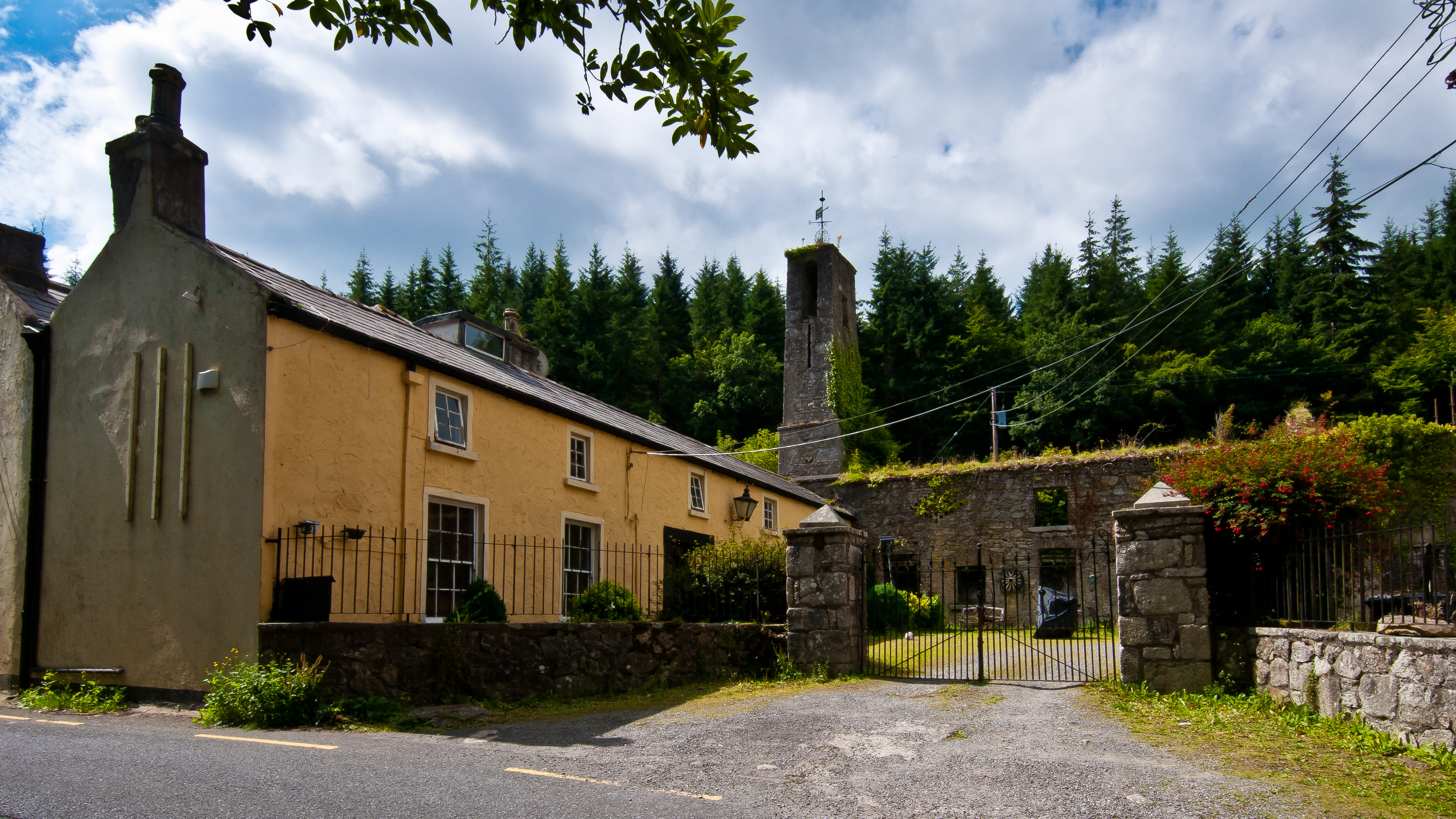
La maison des Stewards.

Au pied de la colline, le long de la route militaire, se trouve une maison à deux étages, la « Stewards House » (ou Killakee House, à ne pas confondre avec la Killakee House de la famille Massy, désormais démolie). Ce pavillon de chasse a été construit en 1765. Au fil des années, la maison a servi de demeure pour une veuve, puis pour l'agent responsable du domaine Killakee. À l'arrière se trouve un beffroi utilisé pour sonner les repas pour les ouvriers, ce qui était assez commun à l'époque dans les grandes fermes. Le bâtiment a la réputation d'être hanté, en particulier par un gros chat noir, ce qui fait écho à l'histoire de l'exorcisme du chat au Hell Fire Club ou à une autre histoire locale : celle d'un chat qui a été trempé dans le whisky puis brûlé par les membres du club (l'animal aurait réussi à s'échapper dans les montagnes avec sa fourrure en feu).
Le récit le plus documenté concerne des apparitions en 1968 et 1970. Les journaux Evening Herald et Evening Press rapportent plusieurs faits autour de Margaret O'Brien et son mari Nicholas, un superintendant de la Garda à la retraite, et qui a transformé la maison en centre d'art. Pendant la rénovation, plusieurs artisans sont partis à cause de fantômes, et, une nuit, un ami des O'Brien, l'artiste Tom McAssey, et deux ouvriers, affirment avoir vu un spectre et un chat noir avec des yeux rouges brillants. McAssey a réalisé un portrait du chat qui est accroché pendant plusieurs années dans la maison. Malgré le scepticisme des habitants de la région, plusieurs apparitions ont été rapportées, dont celle d'un gentleman indien et de deux nonnes, Margaret la Bénie et la Vierge Marie, qui ont participé aux messes noires de Mount Pelier Hill. Certains affirment avoir entendu des cloches et assisté à des apparitions de poltergeists. En 1970, une équipe de télévision de la chaîne irlandaise RTÉ réalise un documentaire sur la maison, dans lequel une médium, Sheila St Clair, entre en communication avec les esprits des lieux grâce à l'écriture automatique. En 1971, un plombier découvre une tombe avec un squelette de petite taille, celui d'un enfant ou bien du nain, qui aurait été sacrifié par le Hell Fire Club. Le bâtiment a été réaménagé en restaurant dans les années 1990 avant de devenir une résidence privée en 2001.

### Domaine Killakee de la famille Massy
À l'autre bout de la route militaire, vers le bois Hell Fire, se trouve le domaine Killakee (en irlandais : « Coill an Chaoich », le « Bois de l'Aveugle »), aussi connu sous le nom de « domaine du Lord Massy ». Ce terrain est à l'origine attribué à Walter de Ridleford après l'invasion des Normands et donné plus tard par Henri VIII à Sir Thomas Luttrell, un ancêtre d'un des membres du Hell Fire Club, Simon Luttrell. La famille Luttrell s'installe au domaine jusqu'au XVIIe siècle, quand il est cédé au juriste Dudley Loftus avant d'être acquis par William Conolly. En 1800, la famille Conolly revend la propriété au député Luke White.

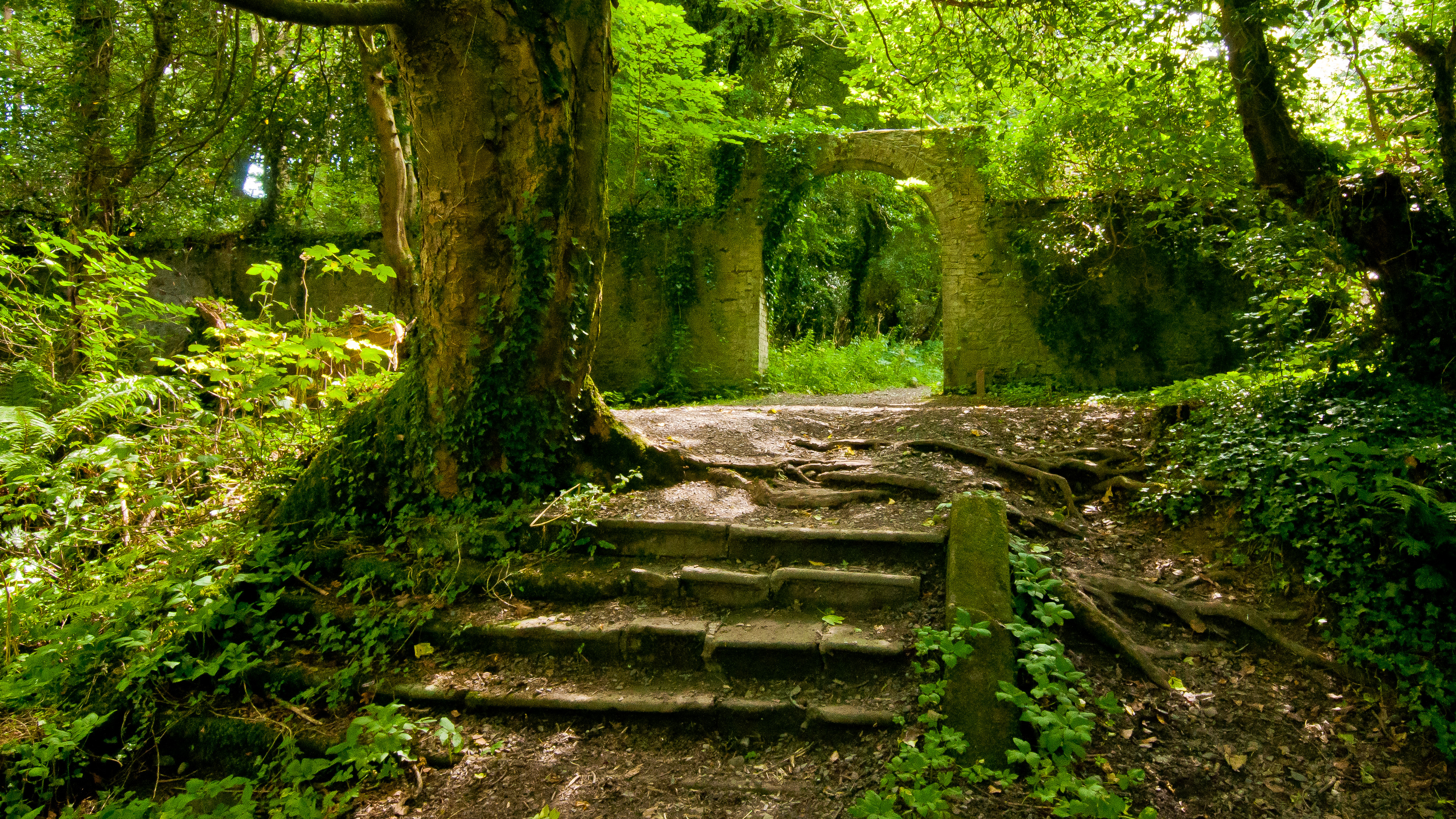
Les restes du jardin du domaine Killakee.

La famille White construit la maison Killakee au début du XIXe siècle. Cette grande bâtisse compte deux étages et 36 pièces, et possède une façade en stuc, une entrée avec des colonnes de l'ordre toscan et de larges oriels à triple fenêtre à l'arrière et sur les côtés. Le second fils de Luke White, le colonel Samuel White, hérite de la propriété à la mort de son père en 1824 et s'investit considérablement pour développer les jardins. En 1838, il engage Sir Ninia Niven, l'ancien directeur des jardins botaniques de Dublin, qui crée deux jardins de style victorien avec des allées en gravier, des terrasses et des arbres exotiques, et le décore avec des statues de dieux grecs et romains. Un autre jardin fermé est aménagé dans une clairière proche ; il contient des fontaines et une série de serres conçues par Richard Turner. William Robinson, journaliste à la Gardener's Chronicle and Agricultural Gazette, écrit en décembre 1864 : « Je ne connais pas de meilleur exemple de mise en valeur des plantations et d'irrigations que ce qui a été fait sur ce terrain élevé de 500 ares ».
À la mort de la veuve de Samuel White, Anne, la propriété est léguée à son neveu, John Thomas, 6e baron de Massy. Cette famille de protestants, arrivée en Irlande en 1641, possède déjà de vastes terres dans les comtés de Limerick, Leitrim et Tipperary. Les Massy accueillent au pavillon des parties de chasse et des soirées mondaines lors d'événements dublinois comme la course de saut d'obstacles de la Royal Dublin Society ou la Dublin Castle Season. De longues queues de carrosses pouvaient alors être aperçues sur la route menant au domaine. Cependant, à la suite de la baisse de ses revenus et à de mauvaises décisions financières, John Thomas Massy se retrouve considérablement endetté à sa mort en 1915. C'est son petit-fils, Hugh Hamon Charles, 8e baron de Massy, qui hérite de la propriété, mais l'état financier de la famille est si mauvais qu'il déclare faillite en 1924 et est expulsé de la maison. Les Massy déménagent à la Stewards House avant de s'installer à Beehive Cottage, une demeure à l'entrée du domaine, en accord avec la banque. Hamon Massy se retrouve au chômage à cause de son alcoolisme, et devient dépendant de sa femme, Margaret, dont le modeste salaire d'infirmière est la seule source de revenus de la famille.

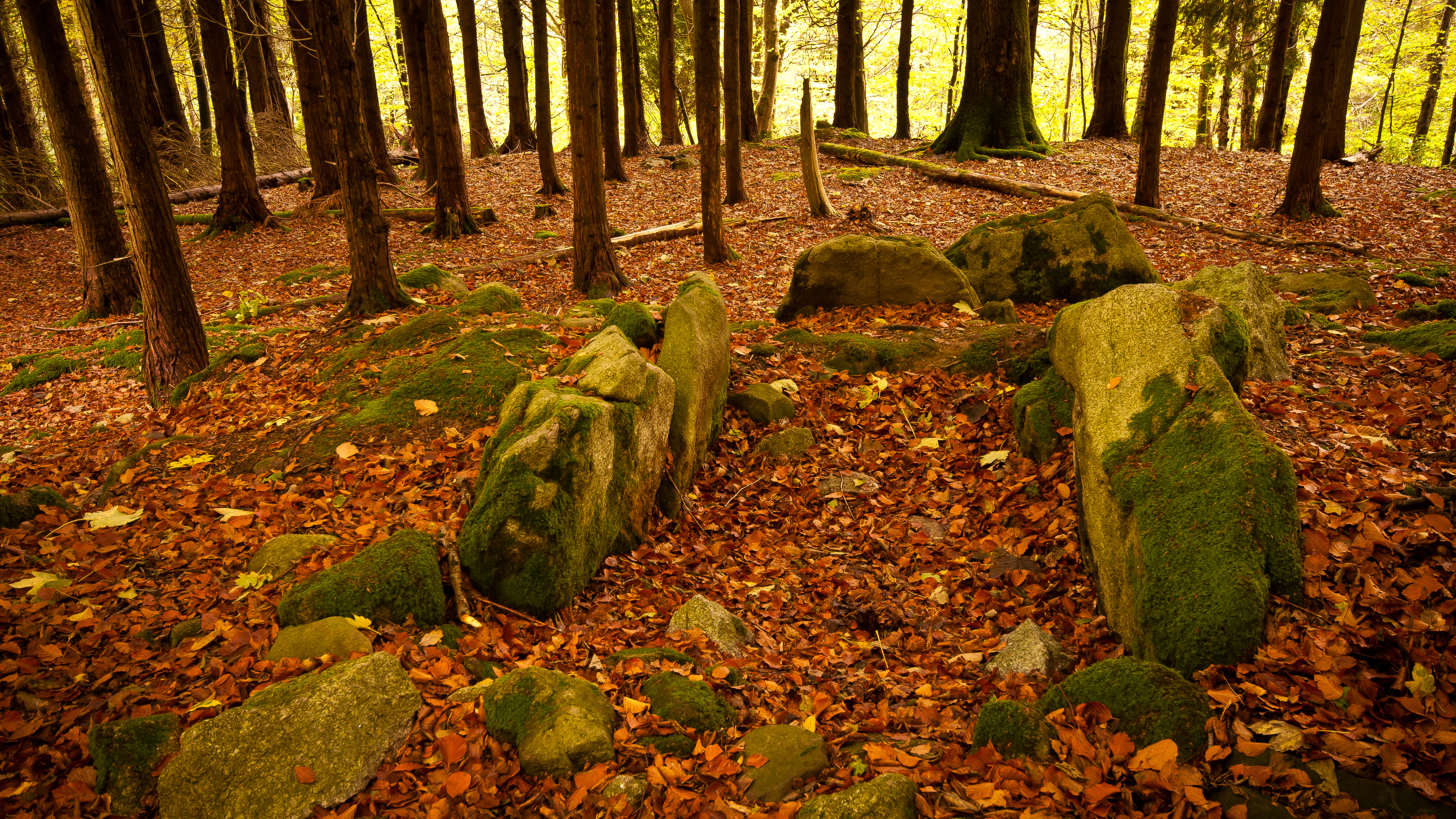
Une tombe préhistorique a été découverte en 1978.

La maison Killakee est ensuite utilisée quelque temps comme base d'opérations pour l'unité d'investigation de la Garda Síochána en 1931 lors de la recherche de membres actifs de l'IRA qui détenaient des explosifs. Comme la banque ne parvient pas à trouver d'acheteur pour la propriété, elle finit par la vendre à un maçon qui la démolit pour en récupérer les pierres en 1941. Les terres sont par la suite cédées à l'État et ouvertes au public. Les arbres ont petit à petit repris l'emplacement des jardins ; il n'en reste qu'un ouvrage de briques à l'arrière des serres, ainsi que le système d'irrigation et les bassins qu'elles contenaient.
En 1978, l'archéologue et historien Patrick Healy découvre les restes d'une tombe préhistorique dans les bois dont il ne demeure que l'emplacement du squelette dans la chambre principale et les doubles murs extérieurs.

### Château de Carthy
Pour les articles homonymes, voir Carthy.

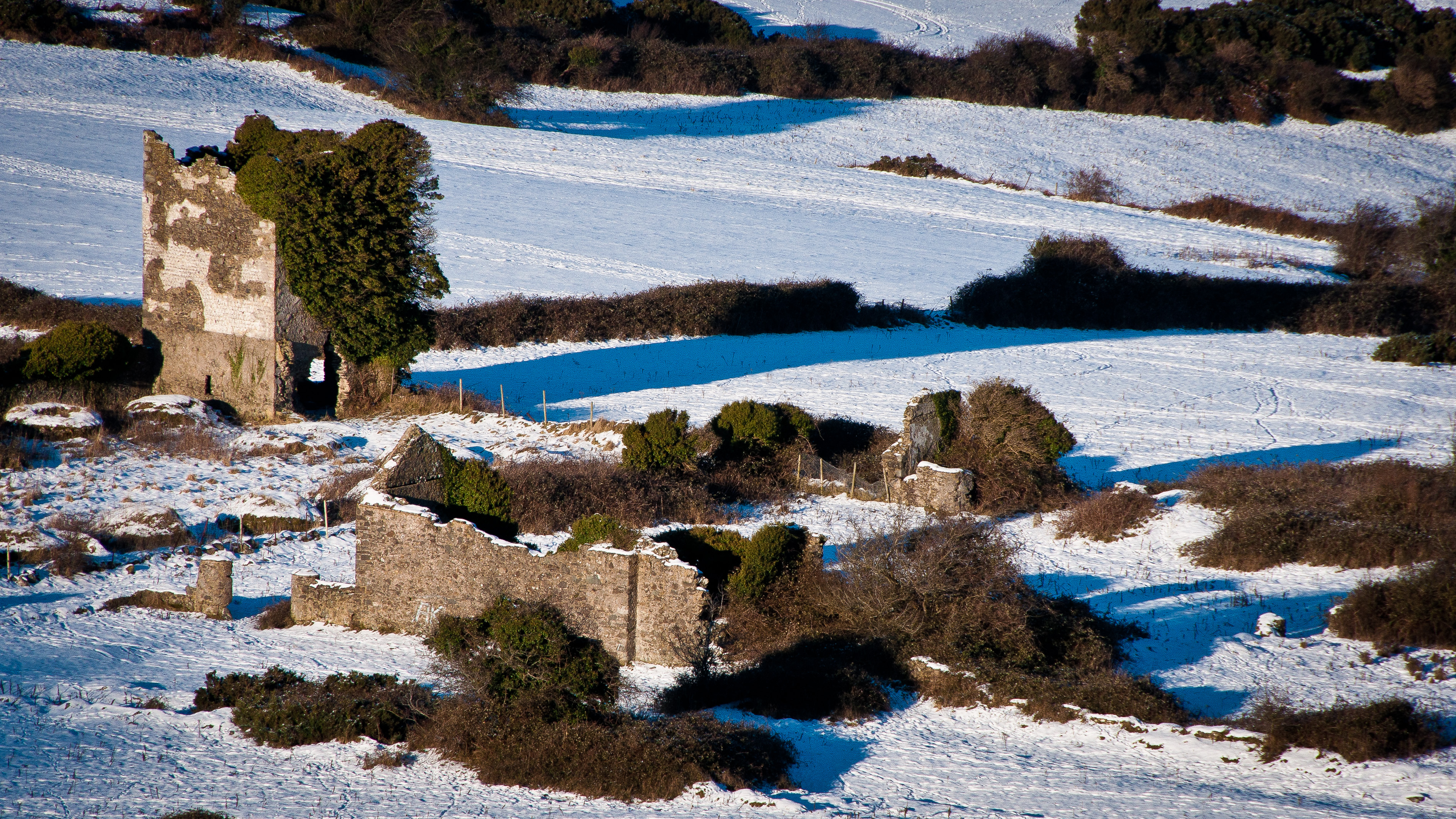
Le château de Carthy.

Sur les pentes septentrionales de la colline se trouve un autre bâtiment en ruine : le château de Carthy ou McCarthy. Ce sont les restes de Dolly Mount, une imposante résidence de chasse datant de la fin du XVIIIe siècle par Henry Loftus, Earl d'Ely. À l'origine, cette construction possède deux étages avec des oriels de chaque côté de l'entrée, au-dessus de laquelle ont été sculptées les armoiries des Ely. De chaque côté de la maison, des portes en arches donnent sur une série de dépendances qui jouxtaient une tour à trois étages couronnée par des créneaux. À l'intérieur, on trouve des cheminées en marbre et des stucs au plafond. Les Ely abandonnent plus tard la maison, qui tombe en ruine, principalement à cause d'un locataire, Jack Kelly, qui saccage les lieux. Seule la tour Ouest échappe à la démolition du bâtiment en 1950.

### Maison Orlagh
Sur un terrain proche du château Carthy se trouve la maison Orlagh, un lieu de retraite des frères Augustins, qui leur sert aussi de centre de conférences depuis le milieu du XIXe siècle. Elle est construite en 1790 par Lundy Foot, un riche marchand de tabac à priser, qui est aussi magistrat. En 1816, il aide à condamner à mort trois membres de la famille Kearney pour l'assassinat de John Kinlan, un garde-chasse de la région. Lorsque Foot est tué en 1835, on accuse des proches des Kearneys, alors qu'en réalité le coupable est le fils d'un locataire, que Foot a expulsé en achetant un terrain.

## Accès et activités
On accède à Montpelier Hill depuis le stationnement de Hell Fire Wood le long de la route R115 entre Rathfarnham et Glencullen. Les bois offrent 4,5 km de chemins forestiers ainsi qu'une course d'orientation. Les domaines de Massy et Montpelier Hill sont aussi traversés par le sentier de randonnée Dublin Mountains Way qui va de Shankill à Tallaght.